# Morlanne
Morlanne è un comune francese di 587 abitanti situato nel dipartimento dei Pirenei Atlantici e forma parte sia dell'Aquitania, che della regione storica del Béarn.

## Società

### Evoluzione demografica
Abitanti censiti